# نوبو ناکاگاوا
نوبو ناکاگاوا (به ژاپنی: Nobuo Nakagawa)؛ ۱۸ آوریل ۱۹۰۵ – ۱۷ ژوئن ۱۹۸۴) کارگردان، رمان‌نویس، و فیلم‌نامه‌نویس اهل ژاپن بود.